# Jacopo Torriti
Jacopo Torriti est un peintre et mosaïste roman de l'école romaine de la fin du XIIIe et du début du XIVe siècle.

## Biographie
On en sait très peu sur sa biographie : de son autoportrait dans la mosaïque du Latran, il est possible de déduire qu'il est frère franciscain. Il est probablement né à Torrita di Siena, en supposant que son nom a été correctement interprété comme dérivé de Iacobus a Torrita.
Torriti se forme artistiquement à Rome au contact de Pietro Cavallini, dont il est peut-être un élève ou un antagoniste : il a laissé de nombreuses œuvres, notamment dans les églises romaines, qui suggèrent celles d'un grand maître, pionnier du gothique toscan. Torriti a eu des contacts avec Cimabue (qui est à Rome en 1272) et participe à la décoration de église supérieure de la basilique Saint-François d'Assise à côté du maître toscan.
On ne dispose que de peu de documents sur la vie de Jacopo Torriti : en 1291, il signe les registres pour des mosaïques de la basilique Saint-Jean de Latran à Rome et des mosaïques de l'abside de la basilique Sainte-Marie-Majeure en 1295.
Il meurt au début du XIVe siècle.

## Œuvres

### Assise

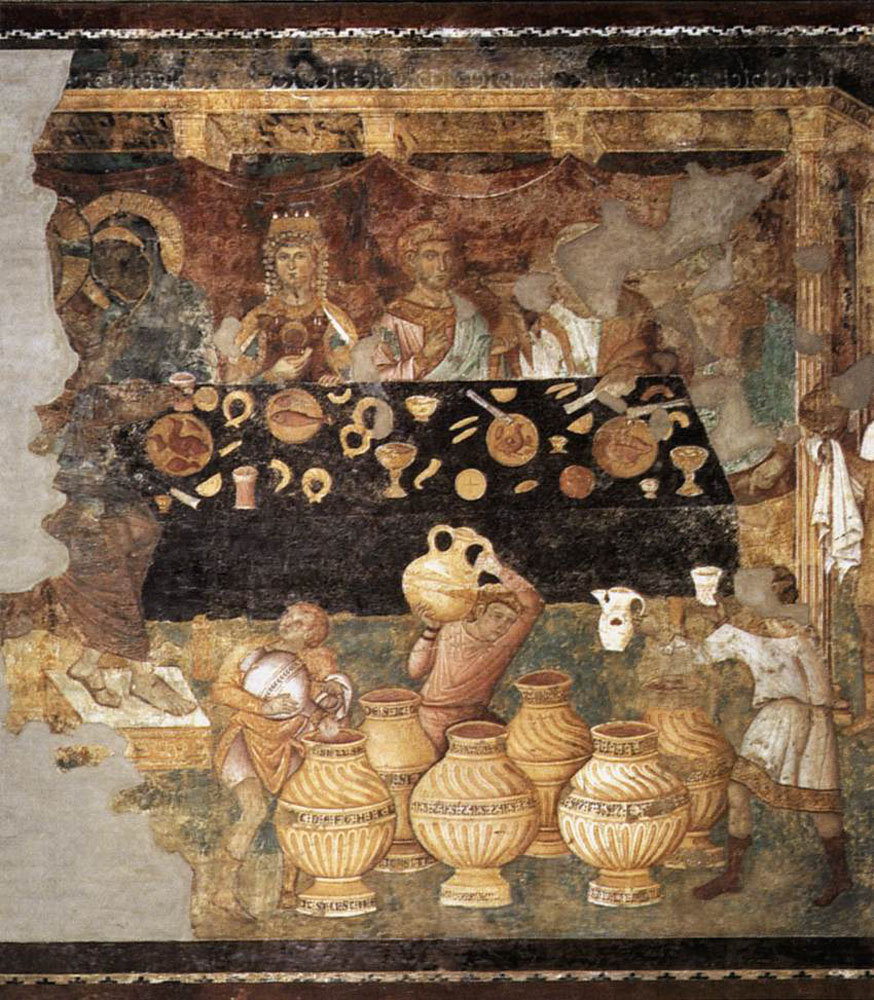
Les Noces de Cana.

Ses débuts artistiques se déroulent probablement à Assise, dans l'église supérieure de la basilique, où il  peint des scènes de grande qualité avec les Histoires de l'Ancien Testament et les Histoires du Christ, en collaboration avec Filippo Rusuti. Sur le mur droit (celui le plus proche de l'autel), il peint à la fresque La Création d'Adam (dont est aussi conservée une sinopia avec un visage solennel du Créateur), la Construction de l'Arche,  la Création d'Ève et le Péché originel, le Sacrifice d'Isaac et d'Abraham et des anges, et de l'autre côté, L'Annonciation et les Noces de Cana. Dans ces œuvres, le style « romain » dévoile un héritage marqué envers les modèles classiques et paléochrétiens, avec des personnages solennels, au goût courtois très raffiné.
Dans la Volta dei Santi, Torriti insère le motif traditionnel des anges soutenant des clipei avec les visages de la Vierge, du Rédempteur, de saint Jean-Baptiste et de saint François. Ces influences ont été retravaillées par les auteurs ultérieurs, qui se sont également ajoutées aux influences gothiques du Maestro Oltremontano, également actif à Assise.

### Saint-Jean-de-Latran
Son premier travail certain remonte à 1291 lorsque, à la demande du pape Nicolas IV, il décore l'abside de Saint-Jean-de-Latran avec des mosaïques représentant la Croix mystique entre la Vierge, le Baptiste et des saints. Dans cette œuvre, aujourd'hui largement dénaturée en raison du déplacement de la mosaïque dans la nouvelle abside (1878), l'iconographie de la composition est encore fortement liée à l'art paléochrétien, peut-être car inspirée d'un ancien décor en mosaïque. Dans le registre inférieur (entre les figures des Apôtres et des Martyrs ), figure un autoportrait de l'artiste (aux côtés de son collaborateur Jacopo da Camerino ) et sa signature IACOBUS TORRITI PICT (OR) H (OC) OP (US) FEC (IT) / ANNÉE D (OMI) NI M CC NONAGES (IMO) II.

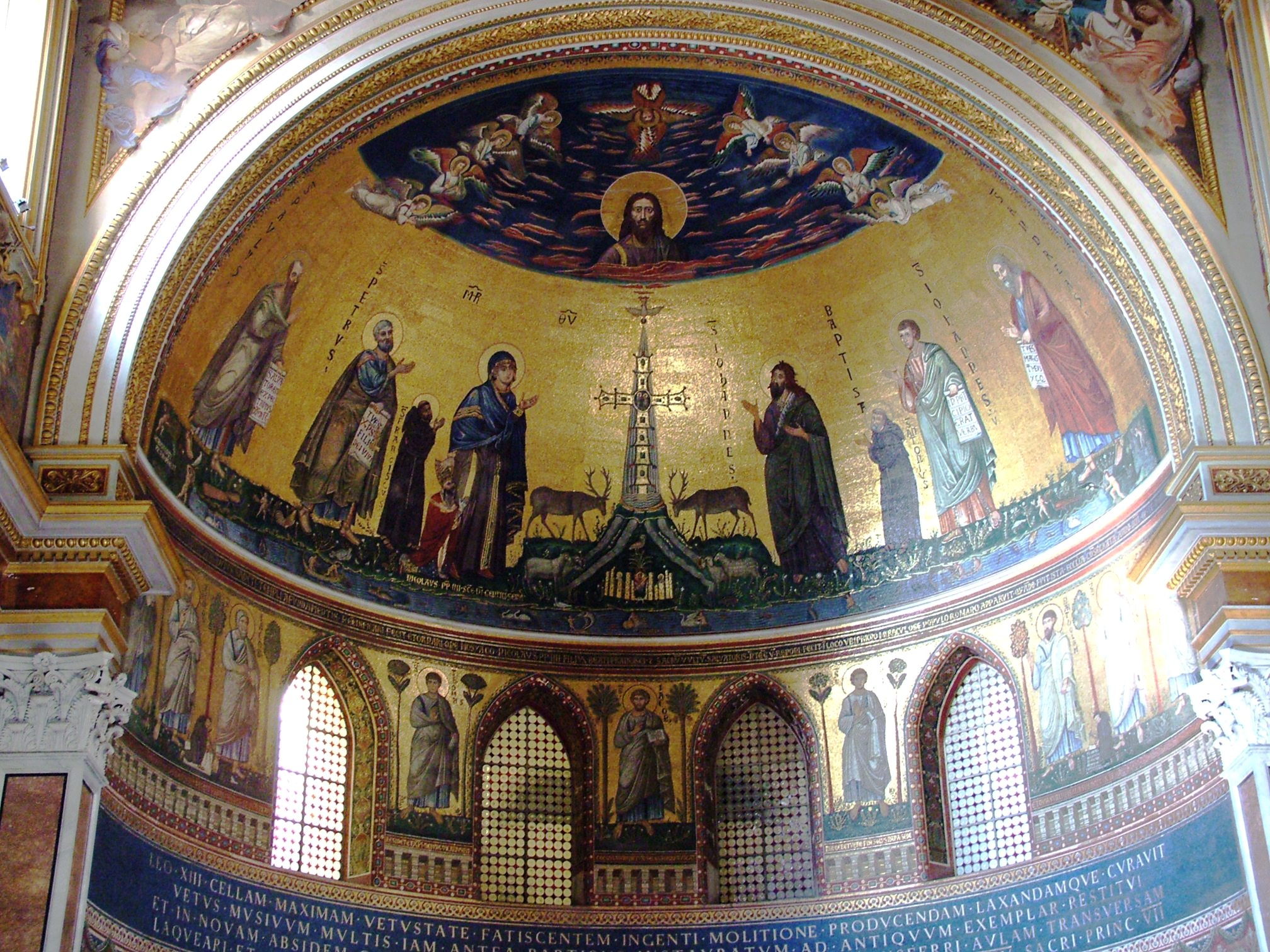
Mosaïques de Sain-Jean-de-Latran.

### Sainte-Marie-Majeure

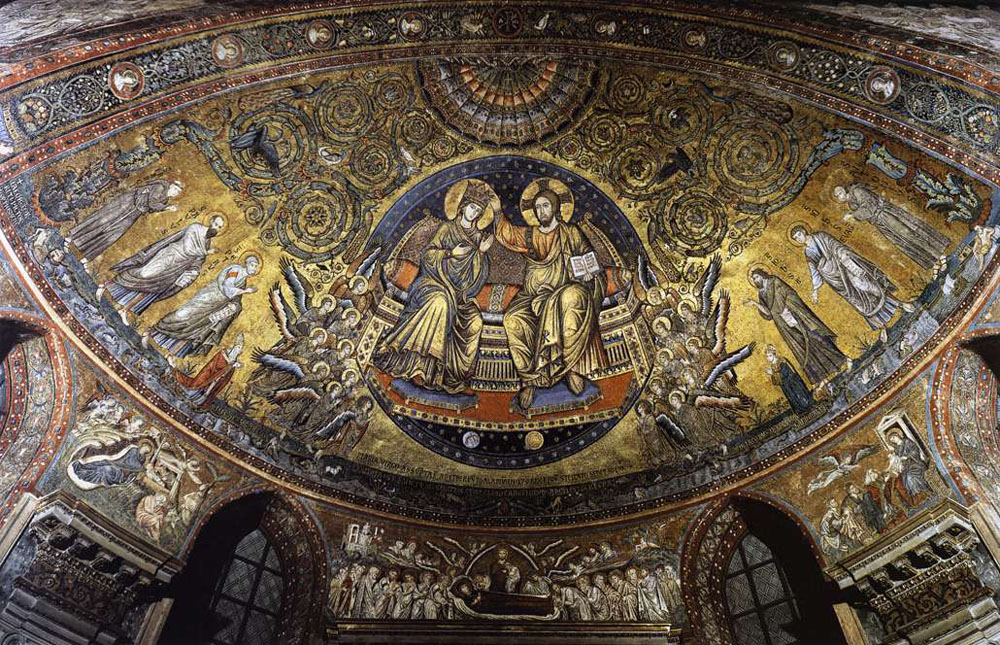
Couronnement de la Vierge.

Pour l'abside de la basilique Sainte-Marie-Majeure, Torriti réalise ensuite les cartons des mosaïques du Couronnement de la Vierge et des Histoires de Marie (1295-1296), signées et datées JACOB (US) TORRITI PICTOR H (OC) OPUS MOSIAC (UM) FEC (IT) / (ANNEE DOMINI MCCL) XX (XXVI).
Cette fois encore, la commande est papale (de Nicolas IV) et la réalisation est suivie, après la mort du pape franciscain, par les cardinaux Giacomo et Pietro Colonna.
Torriti montre ici une capacité particulière à se distinguer de l'art byzantin, sans toutefois se détacher complètement de sa structure iconographique : il suffit de comparer les draperies et les visages hiératiques des personnages. Mais il se distingue en introduisant des notations « naturalistes » qui interrompent et s'intègrent dans les fonds dorés des mosaïques, peut-être avec une certaine influence de la culture antique tardive. Les sièges, en particulier, et les repose-pieds sont disposés en trois dimensions dans l'espace et parviennent à créer une illusion de profondeur qui n'est pas confirmée par les nuances moins incisives des personnages sacrés. Les arrière-plans architecturaux sont également d'un grand intérêt, comme dans le Dormitio Virginis, qui dépassent les mêmes sujets de Cimabue et se rapprochent plutôt du giottisme du siècle suivant.
Comparé au cycle de mosaïque analogue, et peut-être légèrement antérieur, de Cavallini à Sainte-Marie-du-Trastevere, Torriti compose ici les histoires selon un nouvel ordre, plaçant la scène dramatique du Dormitio Virginis au centre, et donc visuellement en relation directe avec le Couronnement du dôme.

### Autres œuvres à Rome

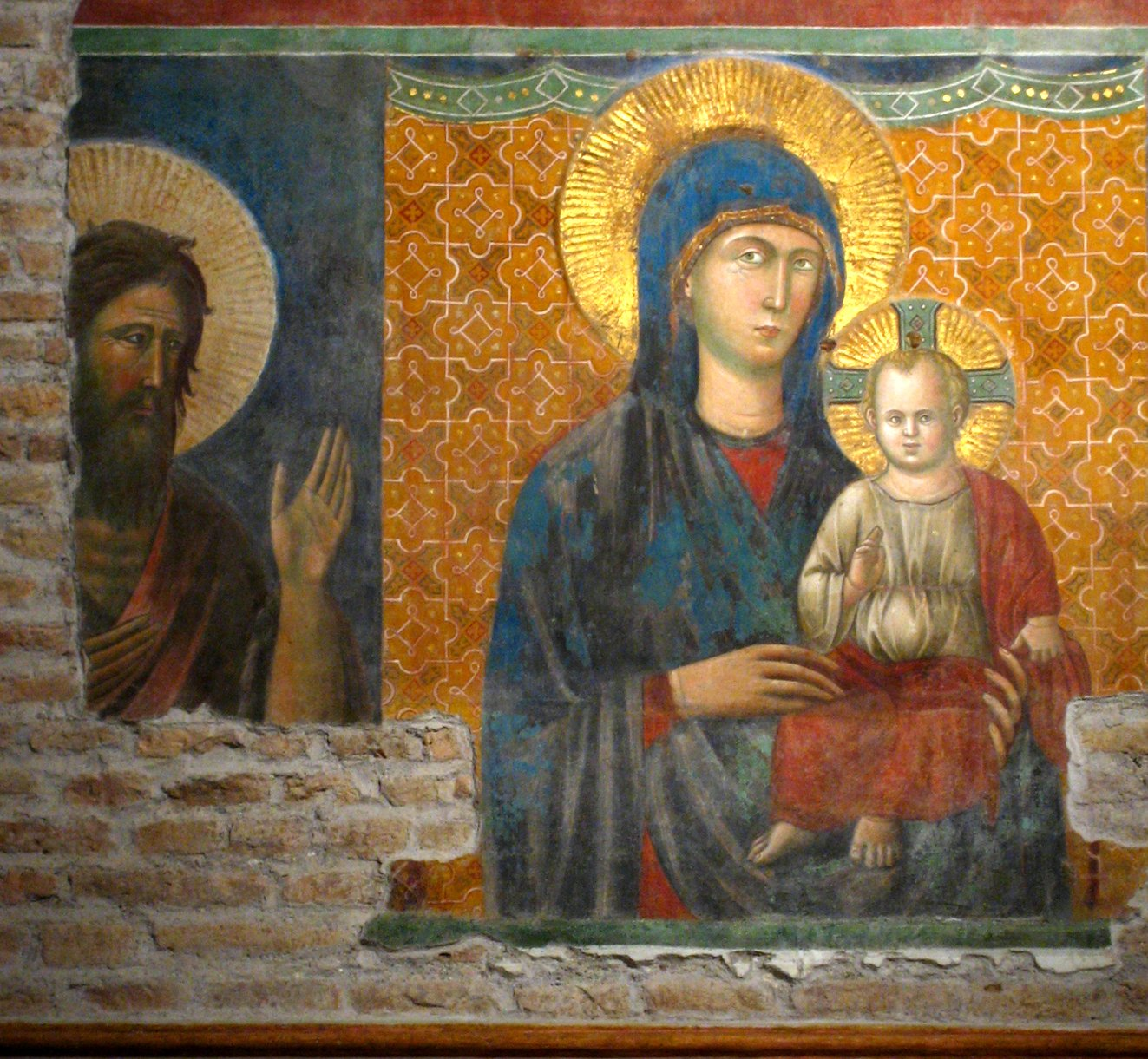
Vierge intronisée entre saints et donateur, basilique Santa Maria in Aracoeli.

En 1300, le pape Boniface VIII lui confie la réalisation de la lunette en mosaïque de son sépulcre monumental conçu par Arnolfo di Cambio, œuvre perdue que l'on ne connaît que grâce à des dessins et des copies. 
Des découvertes récentes ou des restaurations de fresques et de cycles de fresques à Rome, ont permis d'élargir le panorama artistique dans lequel Jacopo Torriti a travaillé. La fresque avec La Vierge intronisée entre saints et donateur, récemment découverte dans la chapelle Santa Rosa da Viterbo de la basilique Santa Maria in Aracoeli, qui demeure très proche des manières de Cavallini et de son école, lui est attribuée. Son nom a été mentionné à l'occasion de la découverte, après la restauration des fresques, des scènes de martyres de saints dans la Sancta Sanctorum. Enfin, son intervention directe a également été envisagée dans le cycle de fresques avec des allégories des Vices et des Vertus, des Mois et d'autres scènes, trouvé dans la salle dite « gothique  » de la basilique des Quatre-Saints-Couronnés. 
Il a encore réalisé les fresques de l'abbaye Tre Fontane de Rome.

### Autres
Une Sainte Lucie attribuée à Jacopo Torriti se trouve au Musée de Grenoble en France, don du général Léon de Beylié en 1901. Il s'agit d'une œuvre votive commandée par Angela Cerroni, qui est représentée dans le coin inférieur gauche du tableau.
Il a réalisé la Madonna delle Grazie, de l'église Santa Maria Maggiore de Tivoli.